# David Harland
Ne pas confondre avec David M. Harland, auteur et historien de l'espace écossais.
David Harland (né le 28 septembre 1962 à Wellington) est un diplomate néo-zélandais. Il est directeur du Centre pour le dialogue humanitaire (en) (HD), une fondation basée à Genève spécialisée dans la médiation de conflits armés. Harland a été appelé comme témoin dans de nombreux procès au tribunal pénal international pour l’ex-Yougoslavie.

## Biographie
David Harland a été nommé directeur du Centre pour le dialogue humanitaire (en) (HD) en 2011,,,. C'est dans le cadre électif de cette fonction — au sein d'un module intitulé « Médiation pour la paix » — que, le 3 mai 2018, il certifie l'authenticité d'une déclaration officielle émanant de la direction de l’ETA dont il expose publiquement le contenu qui présente l'autodissolution de l'organisation armée basque comme relevant d'une « ultime décision, ». Il est également membre du Conseil consultatif de haut niveau sur la médiation du secrétaire général des Nations unies et a exercé en tant que professeur adjoint à l’École des hautes études internationales Johns Hopkins,. et comme président du Programme mondial du conseil sur la prévention des conflits au Forum économique mondial.
Avant sa nomination à HD, Harland a occupé le poste de directeur de la division de l’Europe et de l’Amérique latine dans le Département des opérations de maintien de la paix des Nations unies (2006 – 2011) ainsi que de Conseiller politique principal auprès du Bureau de la coordination des affaires humanitaires à Genève. Il a pris part aux missions de maintien de la paix des Nations unies de Haïti (2010), du Kosovo (2008),Timor oriental (1999-2000) et Bosnie-Herzégovine (1993-1998). En 1999, il a été libéré de ses fonctions habituelles pour effectuer des recherches et écrire le rapport des Nations unies sur le massacre de Srebrenica, La chute de Srebrenica,, dans lequel il énumère sans complaisance les fautes commises par cette même institution. Il a occupé le poste de chargé de cours à l’université Harvard de 1989 à 1991.
Harland a été cité comme témoin aux procès du tribunal pénal international pour l'ex-Yougoslavie dans les cas suivants : « Le Ministère public contre Ratko Mladic » (2012) « Le Ministère public contre Radovan Karadžic » (2010), « Le Ministère public contre Dragomir Miloševic » (2007) et « Le Ministère public contre Slobodan Miloševic » (2004).
David Harland a obtenu un doctorat de la Fletcher School of Law and Diplomacy en 1994 ; un master Asie orientale contemporaine de l’université Harvard en 1991, un diplôme de l’université Jin Xiu Zheng de Pékin en 1988 et une licence universitaire de l’université Victoria de Wellington, Nouvelle-Zélande en 1983.
Il est le fils de l’ambassadeur néo-zélandais Bryce Harland (en), mort en 2006.

## Publications
- (en) "Killing Game - International law and the African elephant", Praeger Press, 1er septembre 1994.
- (en) « Report of the Secretary-General pursuant to General Assembly resolution 53/35 - The fall of Srebrenica », sur repository.un.org, 15 novembre 1999 (consulté le 20 mai 2008)
- (en) "Talk of emergencies misses the point",International Herald Tribune, 31 January 2003.
- (en) "Legitimacy and effectiveness in international administration", Global Governance, 15, 18, 2004.
- (en) "Lessons for peacemakers: What has not happened in Bosnia", International Herald Tribune, 27 janvier 2004.
- (en) "Post-Dayton Bosnia and Herzegovina", avec Elizabeth Cousens, dans William J. Durch, ed., Twenty-First-Century Peace Operations, Washington, United States Institute of Peace Press (2006), p. 49-140.
- (en) David Harland, « Kosovo and the UN », Survival: Global politics and Strategy, 5e série, vol. 52,‎ octobre - novembre 2010, p. 75-98 (lire en ligne)
- (en) "Selective Justice for the Balkans", The New York Times, 7 décembre 2012.
- (en) "War is Back - The International Response to Armed Conflict", Horizons, n° 7, printemps 2016, p. 224–234.
- (en) "Never again: International intervention in Bosnia and Herzegovina", juillet 2017.